# 유상삼매
유상삼매(有想三昧, Savikalpa Samadhi)는 삼매의 하나이다. 고려대장경에서는 유심유사지 또는 유심유사삼마지라고 한다. 인위적인 노력을 할 경우, 불교에서 말하는 깨달음의 상태인 투리야가 일시 가능하다.

## 같이 보기
- 3삼매#구사론의 3삼매
- 무상삼매(無想三昧) (힌두교)
- 무상삼매(無相三昧) (불교)
- 요가불교
- 색계 유익한 마음